# Busto Garolfo
Busto Garolfo é uma comuna italiana da região da Lombardia, província de Milão, com cerca de 12.507 habitantes. Estende-se por uma área de 12 km², tendo uma densidade populacional de 1042 hab/km². Faz fronteira com Villa Cortese, Canegrate, San Giorgio su Legnano, Parabiago, Dairago, Arconate, Casorezzo, Inveruno.

## Demografia
| Variação demográfica do município entre 1861 e 2011                               |
|                                                                                   |
| Fonte: Istituto Nazionale di Statistica (ISTAT) - Elaboração gráfica da Wikipedia |